# 拿騷-薩爾布魯根的卡羅利妮
拿騷-薩爾布魯根的卡羅利妮（德語：Karoline von Nassau-Saarbrücken，1704年8月12日—1774年3月25日），普法爾茨-茨韋布呂肯伯爵夫人，拿騷-薩爾布魯根伯爵路德維希·克拉夫特的女兒。

## 家庭
1719年，卡羅利妮與普法爾茨-茨韋布呂肯的克里斯蒂安三世結婚，兩人共有2子2女：
1. 卡羅利妮（1721年—1774年）
2. 克里斯蒂安（1722年—1775年）
3. 腓特烈·米夏埃爾（1724年—1767年）
4. 克莉絲蒂安妮·亨麗埃特（英语：Countess Palatine Christiane Henriette of Zweibrücken-Birkenfeld）（1725年—1816年）